# Gabelschlag

Gabelschlag bei einem FeTAp 711.

Unter dem Gabelschlag versteht man bei älteren analogen Telefonen einen kurzen Schlag auf dessen Gabelumschalter, um so je nach gewünschtem Zweck eine etwa 80 ms bis 300 ms dauernde Unterbrechung der Leitung zu erzeugen. Der Gabelschlag kann hauptsächlich zu zwei verschiedenen Zwecken verwendet werden:
- Einmaliger Schlag zum Auslösen eines sogenannten Flash oder Hook-Flash: Dadurch können bei an Telefonanlagen angeschlossenen Geräten Sonderfunktionen aktiviert werden, bspw. die Vermittlung eines Gesprächs. Je nach Dauer der erzeugten Unterbrechung können auch verschiedene Funktionen ausgelöst werden. Bei moderneren Geräten nutzt man statt des Gabelschlags die Rückfragetaste. Die Bezeichnung Hook-Flash (Hook ist der englischsprachige Begriff für die Gabel bei einem Telefon) bezieht sich auf den Gabelschlag.
- Mehrmalige Schläge zum Wählen im Impulswahlverfahren ohne Nummernschalter: Innerhalb von jeweils ca. 1,2 Sekunden werden eine (für die Ziffer 1) bis zehn (für die Ziffer 0) Schläge durchgeführt. Dadurch können Rufnummern gewählt werden.

Zu Zeiten von Wählscheibentelefonen und im Falle von darauf angebrachten Wählscheibenschlössern konnte mit etwas Geschick durch diese Technik die Sperrung der Wählscheibe umgangen und die gewünschte Telefonnummer angerufen werden. Bis zur verbreiteten Einführung des Mehrfrequenzwahlverfahrens und modernerer Telefone ohne Gabel Anfang des 21. Jahrhunderts wurde willkürliches Schlagen auf die Gabel bisweilen auch für Telefonstreiche genutzt, indem so zufällig Anschlüsse angewählt wurden. Bei nicht technisch (z. B. durch Dämpfung des Gabelmechanismus) dagegen geschützten Münzfernsprechern konnte man durch diese Art von Gabelwahl auch kostenpflichtige Nummern wählen, ohne die entsprechende Gebühr zu entrichten.